# Basquetebol nos Jogos Olímpicos de Verão de 1948
O basquetebol fez sua segunda aparição em Olimpíadas durante os Jogos Olímpicos de Verão de 1948 realizados Londres, no Reino Unido. Como em 1936, 23 equipes iniciaram a competição.
Além de mudanças na fórmula de disputa, a alteração mais significativa foi a volta da modalidade para ginásio fechado (indoor), após a desastrosa experiência de se jogar basquete em campos ao ar livre nos Jogos de Berlim em 1936.

## Masculino
| Ouro | Prata | Bronze |
| USA Estados Unidos Clifford Barker Don Barksdale Ralph Beard Jr. Lewis Beck Jr. Vincent Boryla Gordon Carpenter Alexander Groza Wallace Clayton Jones Robert Kurland Raymond Lumpp Robert Pitts Jesse Renick Robert Robinson Kenneth Rollins | FRA França André Barrais Michel Bonnevie Andre Buffiere René Chocat René Dérency Maurice Desaymonnet André Even Maurice Girardot Fernand Guillou Raymond Offner Jacques Perrier Yvan Quénin Lucien Rebuffic Pierre Thiolon | BRA Brasil Zenny de Azevedo Luís Benvenuti João Brás Alfredo da Motta Marcus Dias Affonso Évora Ruy de Freitas Alexandre Gemignani Alberto Marson Nilton de Oliveira Guilherme Rodrigues Massinet Sorcinelli |

### Primeira fase
As 23 equipes foram divididas em 4 grupos de 6 equipes cada, sendo um dos grupos com cinco equipes. Os dois melhores em colocados em cada grupo avançaram as quartas de final e as restante equipes disputaram jogos classificatórios para definir suas posições finais.

#### Grupo A
| Equipe           | Pts | J | V | D | PP  | PC  |
| ---------------- | --- | - | - | - | --- | --- |
| BRA Brasil       | 10  | 5 | 5 | 0 | 261 | 150 |
| URU Uruguai      | 8   | 5 | 3 | 2 | 246 | 170 |
| HUN Hungria      | 8   | 5 | 3 | 2 | 201 | 172 |
| CAN Canadá       | 8   | 5 | 3 | 2 | 222 | 205 |
| ITA Itália       | 6   | 5 | 1 | 4 | 170 | 208 |
| GBR Grã-Bretanha | 5   | 5 | 0 | 5 | 103 | 298 |

| Uruguai | 69–17 | Grã-Bretanha |
| Brasil  | 45–41 | Hungria      |
| Canadá  | 55–17 | Itália       |
| Brasil  | 36–32 | Uruguai      |
| Canadá  | 44–24 | Grã-Bretanha |
| Hungria | 32–19 | Itália       |
| Brasil  | 76–11 | Grã-Bretanha |
| Hungria | 37–36 | Canadá       |
| Uruguai | 46–34 | Itália       |
| Itália  | 49–28 | Grã-Bretanha |
| Uruguai | 49–31 | Hungria      |
| Brasil  | 57–35 | Canadá       |
| Hungria | 60–23 | Grã-Bretanha |
| Brasil  | 47–31 | Itália       |
| Canadá  | 52–50 | Uruguai      |

#### Grupo B
| Equipe                 | Pts | J | V | D | PP  | PC  |
| ---------------------- | --- | - | - | - | --- | --- |
| KOR Coreia do Sul      | 8   | 5 | 3 | 2 | 258 | 152 |
| CHI Chile              | 8   | 5 | 3 | 2 | 269 | 162 |
| BEL Bélgica            | 8   | 5 | 3 | 2 | 234 | 156 |
| PHI Filipinas          | 8   | 5 | 3 | 2 | 262 | 200 |
| ROC República da China | 8   | 5 | 3 | 2 | 281 | 202 |
| IRQ Iraque             | 5   | 5 | 0 | 5 | 113 | 542 |

| Filipinas     | 102–30 | Iraque        |
| Coréia do Sul | 29–27  | Bélgica       |
| Chile         | 44–39  | China         |
| Chile         | 100–18 | Iraque        |
| Filipinas     | 35–33  | Coréia do Sul |
| China         | 36–34  | Bélgica       |
| Chile         | 68–39  | Filipinas     |
| Bélgica       | 98–20  | Iraque        |
| China         | 49–48  | Coréia do Sul |
| Bélgica       | 38–36  | Chile         |
| Coréia do Sul | 120–20 | Iraque        |
| Filipinas     | 51–32  | China         |
| Bélgica       | 37–35  | Filipinas     |
| China         | 125–25 | Iraque        |
| Coréia do Sul | 28–21  | Chile         |

#### Grupo C
| Equipe             | Pts | J | V | D | PP  | PC  |
| ------------------ | --- | - | - | - | --- | --- |
| USA Estados Unidos | 10  | 5 | 5 | 0 | 325 | 167 |
| TCH Checoslováquia | 9   | 5 | 4 | 1 | 217 | 190 |
| ARG Argentina      | 8   | 5 | 3 | 2 | 246 | 199 |
| PER Peru           | 7   | 5 | 2 | 3 | 198 | 187 |
| EGY Egito          | 6   | 5 | 1 | 4 | 162 | 252 |
| SUI Suíça          | 5   | 5 | 0 | 5 | 120 | 269 |

| Estados Unidos | 86–21 | Suíça          |
| Checoslováquia | 38–30 | Peru           |
| Argentina      | 57–38 | Egito          |
| Peru           | 52–27 | Egito          |
| Argentina      | 49–23 | Suíça          |
| Estados Unidos | 53–28 | Checoslováquia |
| Peru           | 49–19 | Suíça          |
| Estados Unidos | 59–57 | Argentina      |
| Checoslováquia | 52–38 | Egito          |
| Estados Unidos | 66–28 | Egito          |
| Checoslováquia | 54–28 | Suíça          |
| Argentina      | 42–34 | Peru           |
| Egito          | 31–29 | Suíça          |
| Estados Unidos | 61–33 | Peru           |
| Checoslováquia | 45–41 | Argentina      |

#### Grupo D
| Equipe      | Pts | J | V | D | PP  | PC  |
| ----------- | --- | - | - | - | --- | --- |
| MEX México  | 8   | 4 | 4 | 0 | 184 | 109 |
| FRA França  | 7   | 4 | 3 | 1 | 214 | 131 |
| CUB Cuba    | 6   | 4 | 2 | 2 | 213 | 131 |
| IRI Irã     | 5   | 4 | 1 | 3 | 136 | 219 |
| IRL Irlanda | 4   | 4 | 0 | 4 | 70  | 281 |

| França  | 62–30 | Irã     |
| México  | 39–31 | Cuba    |
| México  | 71–9  | Irlanda |
| França  | 37–31 | Cuba    |
| México  | 56–42 | França  |
| Irã     | 49–22 | Irlanda |
| México  | 68–27 | Irã     |
| Cuba    | 88–25 | Irlanda |
| Cuba    | 63–30 | Irã     |
| França  | 73–14 | Irlanda |
| Uruguai | 49–31 | Hungria |

### Classificação 17º-23º lugar
O Egito não disputou essa rodada de jogos classificatórios.
| China        | 42–34 | Suíça   |
| Grã-Bretanha | 46–21 | Irlanda |
| Itália       | 77–28 | Iraque  |

#### Classificação 21º-23º lugar
O Iraque não disputou essa rodada de jogos classificatórios.
| Suíça | 55–12 | Irlanda |

##### 21º-22º lugar
O Iraque não entrou em quadra e a Suíça ficou com o 21º lugar.

#### Classificação 17º-20º lugar
| China  | 54–25 | Grã-Bretanha |
| Itália | 35–33 | Egito        |

#### 19º-20º lugar
| Egito | 50–18 | Grã-Bretanha |

#### 17º-18º lugar
| Itália | 54–38 | China |

### Classificação 9º-16º lugar
A Hungria desistiu dos jogos classificatórios e a Bélgica avançou a próxima fase vencendo por w.o.
| Canadá    | 81–25 | Irã       |
| Peru      | 45–40 | Cuba      |
| Filipinas | 45–43 | Argentina |

#### Classificação 13º-16º lugar
O Irã venceu a Hungria por w.o.
| Cuba | 35–34 | Argentina |

##### 15º-16º lugar
Com a desistência da Hungria, a Argentina ficou o 15º lugar sem realização da partida.

##### 13º-14º lugar
| Cuba | 70–36 | Irã |

#### Classificação 9º-12º lugar
| Canadá | 45–40 | Bélgica   |
| Peru   | 40–29 | Filipinas |

##### 11º-12º lugar
| Bélgica | 38–34 | Filipinas |

##### 9º-10º lugar
| Canadá | 49–43 | Peru |

### Quartas de final
| Estados Unidos | 63–28 | Uruguai        |
| México         | 43–32 | Coréia do Sul  |
| Brasil         | 28–23 | Checoslováquia |
| França         | 53–52 | Chile          |

#### Classificação 5º-8º lugar
| Chile   | 38–36 | Checoslováquia |
| Uruguai | 45–36 | Coréia do Sul  |

#### 7º-8º lugar
| Checoslováquia | 39–38 | Coréia do Sul |

#### 5º-6º lugar
| Uruguai | 50–32 | Chile |

### Semi-final
| Estados Unidos | 71–40 | México |
| França         | 45–33 | Brasil |

### Disputa pelo bronze
| Brasil | 52–47 | México |

### Final
| Estados Unidos | 65–21 | França |

### Classificação final
| Pos.   | País                   |
| ------ | ---------------------- |
| Ouro   | USA Estados Unidos     |
| Prata  | FRA França             |
| Bronze | BRA Brasil             |
| 4      | MEX México             |
| 5      | URU Uruguai            |
| 6      | CHI Chile              |
| 7      | TCH Checoslováquia     |
| 8      | KOR Coreia do Sul      |
| 9      | CAN Canadá             |
| 10     | PER Peru               |
| 11     | BEL Bélgica            |
| 12     | PHI Filipinas          |
| 13     | CUB Cuba               |
| 14     | IRI Irã                |
| 15     | ARG Argentina          |
| 16     | HUN Hungria            |
| 17     | ITA Itália             |
| 18     | ROC República da China |
| 19     | EGY Egito              |
| 20     | GBR Grã-Bretanha       |
| 21     | SUI Suíça              |
| 22     | IRQ Iraque             |
| 23     | IRL Irlanda            |